# Farcău
Farcău (1961 m n. m.) je hora v pohoří Maramureš v severním Rumunsku. Nachází se 11 km severně od obce Poienile de Sub Munte a 24 km severně od města Vișeu de Sus. Hora leží v rozsoše vybíhající z hraničního hřebene směrem na jih. Travnatý vrchol poskytuje kruhový rozhled. Farcău je nejvyšší horou celého Maramureše.
Vrchol je dostupný po značených turistických cestách z vesnic Repedea a Luhi.